# Rubén Enri García
Rubén Enri García (Barcelona, 10 de abril de 1998), conocido como Rubén Enri, es un futbolista español que juega como delantero en la U. E. Olot de la Segunda Federación.

## Trayectoria
Nacido en Barcelona, es un delantero formado en la U. E. Cornellà que en 2013, en categoría de juveniles, se unió a la estructura del C. F. Damm y más tarde, del R. C. D. Espanyol. En la temporada 2015-16 se convirtió en el tercer máximo goleador de la División de Honor Juvenil anotando 17 goles con el C. F. Damm. En el siguiente curso, marcó 13 goles con el Juvenil A del R. C. D. Espanyol. En 2017 debutó con el R. C. D. Espanyol "B" en el grupo III de la segunda división B. Más tarde, fue cedido al C. F. Badalona donde jugó 19 partidos.
En verano de 2018 firmó con el C. F. Reus Deportiu para disputar la temporada 2018-19 con el filial de Tercera División, pero sus actuaciones en pretemporada hicieron que Xavier Bartolo contara con él para disputar varios encuentros en la Liga 1|2|3. Durante el curso 2018-19 alternó las participaciones con el filial y el primer equipo. El 25 de agosto de 2018 debutó en Segunda División frente al Real Zaragoza con resultado de empate a cero goles. El delantero hizo una buena temporada 2017-18. 
El 9 de septiembre se estrenó como goleador en la Segunda División al anotar un gol en la derrota del conjunto catalán frente al Albacete Balompié por un gol a dos.
En 2019 fichó por el filial de la U. D. Almería y, posteriormente, de cara a la temporada 19-20 fue ascendido al primer equipo. El 4 de mayo de 2020 la U. D. Almería hizo oficial su renovación con el primer equipo hasta 2024.
El 18 de septiembre de 2020 fue cedido por la U. D. Almería para la temporada 2020-21 al F. C. Andorra. Tras la misma se desvinculó de la entidad almeriense y regresó al conjunto andorrano. Con este logró ascender a la Segunda División, pero antes de comenzar la competición volvió cedido a la U. E. Cornellà para la temporada 2022-23. Quedó libre cuando esta terminó y a finales de julio fichó por el C. F. Rayo Majadahonda.
El 24 de julio de 2024 se unió al San Fernando C. D., donde estuvo media temporada antes de unirse a la U. E. Olot en enero.

## Clubes
| Club                    | País    | Año       |
| ----------------------- | ------- | --------- |
| R. C. D. Espanyol "B"   | España  | 2017-2018 |
| C. F. Badalona (cedido) | España  | 2017-2018 |
| C. F. Reus Deportiu "B" | España  | 2018-2019 |
| U. D. Almería "B"       | España  | 2019-2020 |
| U. D. Almería           | España  | 2020-2021 |
| F. C. Andorra (cedido)  | Andorra | 2020-2021 |
| F. C. Andorra           | Andorra | 2021-2023 |
| U. E. Cornellà (cedido) | España  | 2022-2023 |
| C. F. Rayo Majadahonda  | España  | 2023-2024 |
| San Fernando C. D.      | España  | 2024-2025 |
| U. E. Olot              | España  | 2025-     |